# Нанси Рейгън
Нанси Дейвис Рейгън (на английски: Nancy Davis Reagan) е съпруга на президента на САЩ Роналд Рейгън и влиятелна първа дама на САЩ в периода 1981 – 1989 г.
През 1940-те и 1950-те години, преди да се омъжи, Нанси Дейвис е актриса. През 1952 г тя сключва брак с Роналд Рейгън, който е директор на Гилдията на киноактьорите в САЩ (Screen Actors Guild). Имат две деца. Тя е първа дама на Калифорния, докато нейният съпруг е губернатор на Калифорния в периода 1967 – 1975 г.
Подкрепя изучаването на стволовите клетки с цел намиране на лек срещу болестта на Алцхаймер. Нанси Рейгън умира от сърдечна недостатъчност в Лос Анджелис на 6 март 2016 г, на 94-годишна възраст.